# Gustave Kervern
Gustave Kervern (illa Maurici, 27 d'agost de 1962) també conegut com Gustave de Kervern i Gustave K/Vern, és un actor, director i guionista francès. És conegut sobretot per la seva col·laboració amb Benoît Delépine.

## Biografia
Gustave Kervern és el descendent del mariner bretó Charles Kervern (nascut el 23 de novembre de 1756 a Brest i mort el 5 d'octubre de 1812 a Port Louis, Maurici ex-Île-de-France), primer com empleat del vaixell Le Brillant i després empleat del L'Averdy navegant per la Companyia Francesa de les Índies Orientals. Es va casar amb Jeanne Durand el 1777 a Port-Louis, Maurici, on va fundar la família Kervern. La seva àvia és la poeta Raymonde de Kervern, que ha publicat diversos reculls de poesia.
Gustave Kervern està casat amb l'actriu i directora Stéphanie Pillonca i té dos fills.

## Carrera
El 2004 va escriure, dirigir i protagonitzar Aaltra amb Benoît Delépine. També amb Delépine, ha dirigit i protagonitzat Avida, que es va projectar fora de competició al 59è Festival Internacional de Cinema de Canes. La pel·lícula de duos Louise-Michel va guanyar un Premi Especial del Jurat al Festival de Cinema de Sundance de 2009. La seva pel·lícula de 2010 Mammuth va protagonitzar Gérard Depardieu i Isabelle Adjani. Va ser nominada al premi Ós d'Or al 60è Festival Internacional de Cinema de Berlín.
La seva pel·lícula de 2012 Le Grand Soir va competir a la secció Un Certain Regard al 65è Festival Internacional de Cinema de Canes on va guanyar el Premi Especial del Jurat.

## Filmografia

### Director i gionista

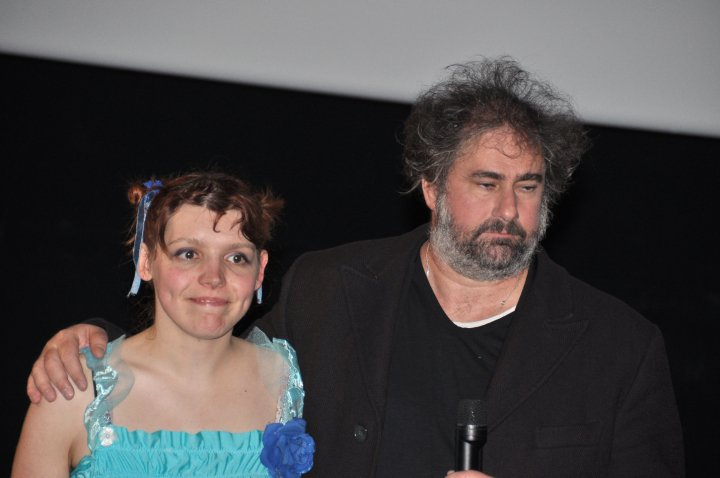
Gustave Kervern el 2010 a l'estrena de Mammuth, en companyia de Miss Ming, intèrpret de la pel·lícula.

#### Pel·lícules codirigides i coescrites ambBenoît Delépine
- 2004: Aaltra
- 2006: Avida
- 2008: Louise-Michel
- 2010: Mammuth
- 2012: Le Grand Soir
- 2014: Near Death Experience
- 2015: Saint-Amour
- 2018: I Feel Good
- 2020: Effacer l'historique
- 2022: En même temps

#### Altres
- 2010 : Ya basta !, curtmetratge codirigit amb Sébastien Rost

### Actor

#### Cinema
- 1996: Delphine 1, Yvan 0, de Dominique Farrugia
- 2004: Aaltra ole
- 2006: Enfermés dehors, d'Albert Dupontel
- 2006 : Avida
- 2008: Louise-Michel
- 2010: Henry, de Francis Kuntz
- 2010 : Bas-fonds de Isild Le Besco
- 2010 : Mammuth
- 2010 : Making fuck off, documental sobre el rodatge de Mammuth
- 2011: Ni à vendre ni à louer, de Pascal Rabaté
- 2012: Et si on vivait tous ensemble ? de Stéphane Robelin
- 2012 : Bocuse de Stéphanie Pillonca i Géraldine Renault
- 2012 : Torpedo de Matthieu Donck
- 2013: Ouf de Yann Coridian
- 2014: Dans la cour de Pierre Salvadori
- 2014 : Du goudron et des plumes de Pascal Rabaté
- 2014 : Cinématon #2841 de Gérard Courant
- 2015: Simon de Éric Martin i Emmanuel Caussé
- 2015 : Asphalte de Samuel Benchetrit
- 2015 : Groland le gros métrage, de Jules-Edouard Moustic i Benoît Delépine
- 2016: Saint-Amour codirigit amb Benoît Delépine
- 2016 : Un petit boulot de Pascal Chaumeil
- 2016 : Cigarettes et Chocolat chaud de Sophie Reine
- 2016 : La Fille de Brest d'Emmanuelle Bercot
- 2016 : L'Invitation de Michaël Cohen
- 2016 : Fleur de tonnerre de Stéphanie Pillonca-Kervern
- 2017: Un profil pour deux de Stéphane Robelin
- 2018: Cornélius, le meunier hurlant de Yann Le Quellec
- 2018 : La Fête des mères de Marie-Castille Mention-Schaar
- 2019: Les Petits Flocons de Joséphine de Meaux
- 2020: Les Parfums de Grégory Magne
- 2020 : Poissonsexe d'Olivier Babinet
- 2020 : Effacer l'historique
- 2020 : Les Sans-dents de Pascal Rabaté
- 2021: Cette musique ne joue pour personne de Samuel Benchetrit
- 2022: Murder Party de Nicolas Pleskof
- 2022 : En même temps

#### Curtmetratge
- 2011 : Déferlente, de Winifrey Bandera Guzman i Zoé Delépine
- 2011 : Don d'organes, de Stéphan Brachet

#### Televisió
- 1998: H, temporada 1, episodi 18
- 2012: Mange de Julia Ducournau i Virgile Bramly
- 2020: Dérapages de Ziad Doueiri
- 2020: Capitaine Marleau, episodi Deux vies de Josée Dayan
- 2021: Les Gouttes de Dieu, minisèrie de 8 episodis d'Oded Ruskin

## Publicacions
- 2008 : 50 Propositions pour sauver votre pouvoir d'achat illustré par Lefred Thouron, éditions Danger Public, Plantilla:Date-ISBN 978-2351232347, 128 pages
- 2012 : Petits Moments d'ivresse avec Stéphanie Pillonca, Le Cherche midi, Plantilla:Date-ISBN 978-2749122533, 262 pages